# Abadiânia
Abadiânia é um município brasileiro no interior do estado de Goiás, Região Centro-Oeste do país. Localiza-se no leste goiano, fazendo parte da Região Integrada de Desenvolvimento do Distrito Federal e Entorno, e sua população conforme IBGE - estimativa de 2024 era de 17638 habitantes. 
A cidade era famosa internacionalmente por sediar a Casa de Dom Inácio de Loyola, onde João Teixeira de Faria realizava suas cirurgias sem anestesia. Após as denúncias de abuso sexual e lavagem de dinheiro contra o médium, diversos estabelecimentos comerciais da cidade faliram e os turistas, que vinham inclusive do exterior, desapareceram.
Um dos lados da cidade, que é dividida pela rodovia federal BR-060, é ocupado principalmente por hotéis, pousadas e pontos comerciais voltados para o público estrangeiro da Casa.

## Geografia

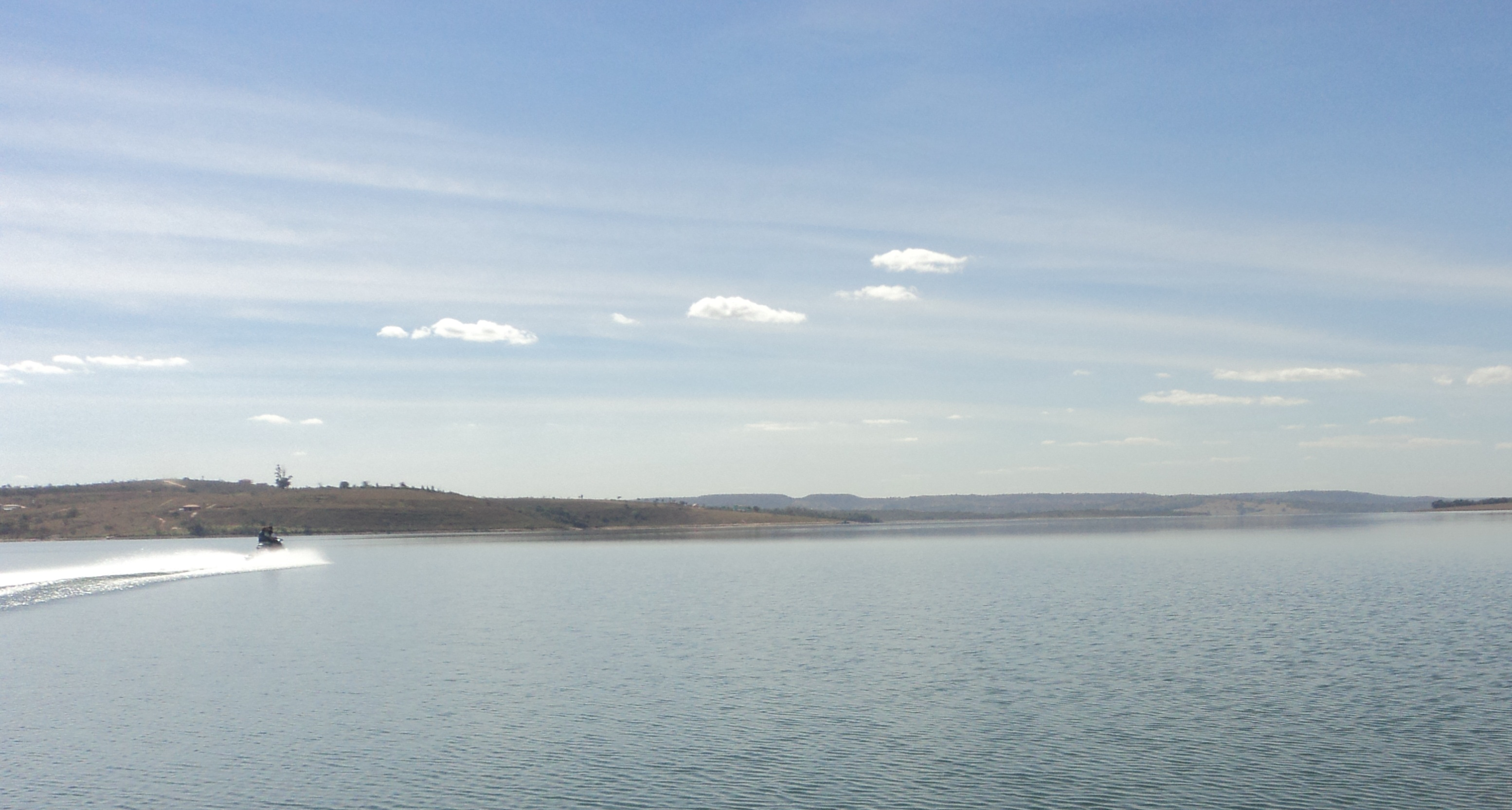
Vista do lago da usina Corumbá IV nas proximidades do município de Abadiânia.

A área do município é de 1 045,127 km², representando 0,307% do estado de Goiás, 0,065% da Região Centro-Oeste do Brasil e 0,012% de todo o território brasileiro. Situa-se a 16°12'14" de latitude sul e 48°42'25" de longitude oeste e está a uma distância de 91 quilômetros a oeste da capital goiana, Goiânia. Seus municípios limítrofes são Corumbá de Goiás e Alexânia a norte, Pirenópolis a oeste,  Anápolis a sudoeste, Gameleira de Goiás a sul e Silvânia a sudeste. De acordo com a divisão regional vigente desde 2017, instituída pelo IBGE, o município pertence às Regiões Geográficas Intermediária de Goiânia e Imediata de Anápolis. Até então, com a vigência das divisões em microrregiões e mesorregiões, fazia parte da microrregião do Entorno do Distrito Federal, que por sua vez estava incluída na mesorregião do Leste Goiano.

### Hidrografia
O município faz parte da sub-bacia do Alto Corumbá que, por sua vez, está inserida na Bacia do Tocantins-Araguaia. A demanda de água gira em torno de 21 litros por segundo, e a captação e tratamento no município são realizados pela Companhia Saneamento de Goiás (Saneago), na estação de tratamento de água da cidade. O abastecimento é realizado pelo Córrego Varginha.

### Clima
O clima abadianense é caracterizado como tropical com estação seca (Aw segundo classificação climática de Köppen-Geiger).

## Demografia
Em 2010, a população do município foi contada pelo Instituto Brasileiro de Geografia e Estatística (IBGE) em 15 757 habitantes, sendo que 8 089 habitantes eram do sexo masculino, correspondendo a 51,34%, enquanto 7 668 habitantes eram do sexo feminino, totalizando a 48,66% da população. Ainda segundo o censo brasileiro daquele ano, 10 778 pessoas viviam na zona urbana (68,40%), e 4 979 em zona rural (31,60%). De acordo com a estimativa para o ano de 2019, a população ampliou-se a 20 042 habitantes, sendo o 61º mais populoso de Goiás. Apresenta, consoante essa estimativa, uma densidade populacional de 15,08 habitantes por km².
Da população total em 2010, 3 745 habitantes (23,77%) tinham menos de 15 anos de idade, 10 888 habitantes (69,10%) tinham de 15 a 64 anos e 1 124 pessoas (7,13%) possuíam mais de 65 anos, sendo que a esperança de vida ao nascer era de 75,46 anos e a taxa de fecundidade total por mulher era de 1,7. O Índice de Desenvolvimento Humano Municipal (IDH-M) de Abadiânia é considerado médio, segundo o Programa das Nações Unidas para o Desenvolvimento (PNUD) no ano de 2010. Seu valor era de 0,689, sendo então o 149º maior de todo o estado de Goiás. O coeficiente de Gini, que mede a desigualdade social, era de 0,43, sendo que 1,00 é o pior número e 0,00 é o melhor.
Em 2010, segundo dados do censo do IBGE daquele ano com a autodeclaração de cada abadianense, a população era composta por 6 093 brancos (38,67%), 8 324 pardos (52,83%), 633 negros (4,02%), 688 amarelos (4,37%) e 19 indígenas (0,12%). Considerando-se a região de nascimento, 14 212 eram nascidos no Centro-Oeste (90,20%), 538 no Nordeste (3,41%), 539 no Sudeste (3,42%), 129 no Norte (0,82%) e 129 no Sul (0,78%). 13 855 habitantes eram naturais do estado de Goiás (87,93%) e, entre os 1 902 naturais de outras unidades da federação, Minas Gerais era a com maior presença, com 339 pessoas (2,15%), seguido pelo Distrito Federal, com 295 habitantes residentes no município (1,87%). De acordo com dados do censo de 2010, a população municipal está composta por católicos (71,85% do total), evangélicos (20,98%), pessoas sem religião (2,42%), espíritas (1,83%) e 2,92% divididos entre outras religiões.

## Política e administração
A administração municipal se dá pelos Poderes Executivo e Legislativo. O Executivo é exercido pelo prefeito, auxiliado pelo seu gabinete de secretários. O poder executivo do município de Abadiânia é representado pelo prefeito, consoante determinação da Constituição Brasileira de 1988. O atual é José Aparecido Alves Diniz, do Partido Social Democrático (PSD), eleito em 2016 com 4 717 votos (54,03% dos votos válidos), ao lado de José Bosco do Nascimento Arantes, do Democratas (DEM) como vice-prefeito. O Poder Legislativo, por sua vez é constituído pela câmara municipal, composta por onze vereadores eleitos para mandatos de quatro anos. Cabe à casa elaborar e votar leis fundamentais à administração e ao Executivo, especialmente o orçamento participativo, conhecido como Lei de Diretrizes Orçamentárias.
A cidade pertence à 87ª zona eleitoral do estado de Goiás e possuía, em maio de 2020, 10 153 eleitores, de acordo com o Tribunal Superior Eleitoral (TSE), o que representa 0,220% do eleitorado goiano.

## Infraestrutura

### Educação
Na área da educação, o Índice de Desenvolvimento da Educação Básica (IDEB) obtido por alunos do 5º ano das escolas públicas de Alexânia foi de 5,2 em 2017, enquanto que do 9º ano foi de 5,2 (numa escala de avaliação que vai de nota 1 a 10). Em 2010, 94,3% das crianças entre sete e 14 anos estavam matriculadas em instituições de ensino. O município contava, em 2018, com 2 925 matrículas nas instituições de educação infantil e ensinos fundamental e médio da cidade. O valor do Índice de Desenvolvimento Humano (IDH) da educação era de 0,579 no ano de 2010.

### Comunicações
O código de área (DDD) do município é 062 e o Código de Endereçamento Postal (CEP) da cidade vai de 72940-000 a 72959-999. O serviço postal é atendido por uma agência da Empresa Brasileira de Correios e Telégrafos, localizada no Centro. A cidade também é amplamente coberta pelo serviço de telefonia móvel 4G.

## Turismo
Um dos principais pontos turísticos de Abadiânia é o lago artificial formado pela Usina Hidrelétrica de Corumbá IV, que gera energia para o Distrito Federal.